# 格蘭特鎮區 (堪薩斯州克勞德縣)
格蘭特鎮區（英語：Grant Township）為位在美國堪薩斯州克勞德縣的鎮區。2010年美国人口普查中該鎮區人口有350人。

## 歷史
格蘭特鎮區於1872年設立。此鎮區的名稱以美國第18任總統尤利西斯·辛普森·格兰特命名。

## 地理
格蘭特鎮區涵蓋面積93.27平方（36.01平方英里），境內設有一座城市：詹姆斯敦。

### 墓園
根據美國地質調查局的資料，此鎮區擁有2座墓園：
- 詹姆斯敦墓園（Jamestown Cemetery）
- 聖瑪莉斯墓園（Saint Marys Cemetery）

### 溪流
通過此鎮區的溪流有：
- 夏延溪（Cheyenne Creek）
- 小夏延溪（Little Cheyenne Creek）
- 馬什溪（Marsh Creek）
- 斯康克溪（Skunk Creek）

## 人口統計
根據2010年美國人口普查，格蘭特鎮區人口有350人，人口密度為3.75人/每平方公里。此鎮區居民之種族有98%為白人；0.57%為非裔美洲人；0.57%為美洲原住民；0.29%為亞洲人；0%為太平洋島民；0.29%為其他種族；另外有0.29%為混血種族。而西班牙裔或拉丁裔美洲人佔此鎮區人口的0.57%。

## 外部連結
- US-Counties.com
- City-Data.com （页面存档备份，存于）